# Рашин (Мазовецьке воєводство)
Рашин (пол. Raszyn) — село в Польщі, у гміні Рашин Прушковського повіту Мазовецького воєводства.
Населення — 7477 осіб (2011).
У 1975—1998 роках село належало до Варшавського воєводства.

## Демографія
Демографічна структура станом на 31 березня 2011 року:
|          | Загалом | Допрацездатний вік | Працездатний вік | Постпрацездатний вік |
| -------- | ------- | ------------------ | ---------------- | -------------------- |
| Чоловіки | 3577    | 730                | 2362             | 485                  |
| Жінки    | 3900    | 675                | 2283             | 942                  |
| Разом    | 7477    | 1405               | 4645             | 1427                 |